# Halorates reprobus
Halorates reprobus là một loài nhện trong họ Linyphiidae.
Con cái có kích thước 2,5–4 mm, còn con đực là 2,5–3 mm. Loài này phân bố ở châu Âu và Nga.